# Agonisti dopaminergici

Dopamina

Gli agonisti dopaminergici sono molecole di largo impiego clinico, soprattutto in neurologia, psichiatria e geriatria, che esplicano la loro azione farmacodinamica legandosi ai recettori per la dopamina. Tale legame si traduce in un'attivazione dei sistemi trasduzionali endocellulari che portano sia ad una risposta immediata (modulazione del potenziale d'azione soprattutto a livello neuronale) che ad una tardiva (trascrizione del DNA in RNA ed induzione proteica).

## Impiego clinico
Questi composti sono soprattutto usati nella terapia del malattia di Parkinson, talora in associazione con la levodopa. Sono tuttavia usati anche nella sindrome delle gambe senza riposo e nelle neoplasie ipofisarie secernenti prolattina.
Più recentemente gli agonisti dei recettori della dopamina sono stati sperimentati nel trattamento dei disturbi depressivi, dove hanno mostrato dei risultati molto promettenti specie nel trattamento di quelle forme resistenti ad altri trattamenti sia in monoterapia sia come farmaco aggiuntivo ad un antidepressivo di prima linea; possono poi essere aggiunti per la mitigare gli effetti collaterali di alcuni antidepressivi, come quelli sessuali.

## Effetti collaterali
Gli effetti collaterali più frequenti comprendono:
- Stato disforico
- Allucinazioni
- Peggioramento di un precedente disturbo psicotico
- Aumento dell'appetito sessuale
- Aumento dell'intensità dell'orgasmo
- Perdita di peso
- Nausea
- Insonnia
- Stanchezza, spossatezza
- Sensazione di instabilità
- Disturbi del movimento, quali acatisia
- Incremento dell'incidenza di disturbi di dipendenza

## Principali farmaci
- Bromocriptina
- Cabergolina
- Pergolide
- Piribedil
- Pramipexolo
- Ropinirolo
- Rotigotina
- Quinagolide